# لاورو أنطونيو فيريرا دا سيلفا
لاورو أنطونيو فيريرا دا سيلفا (بالبرتغالية: Lauro Antonio Ferreira da Silva‏) هو لاعب كرة قدم برازيلي في مركز الوسط، ولد في 20 يونيو 1973 في أليجريت في البرازيل. لعب مع نادي بالميراس.